# Black Maria

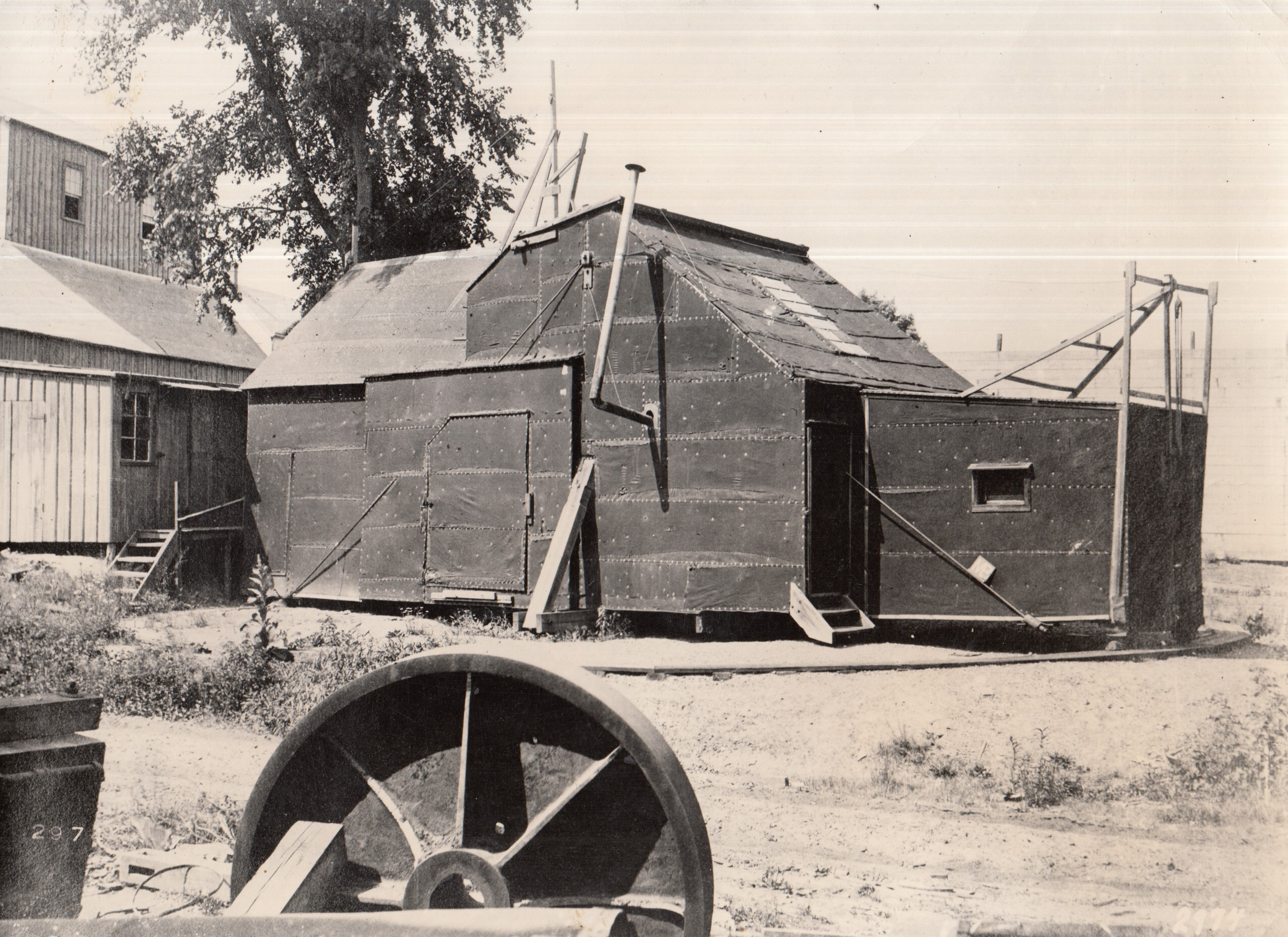
Black Maria

Black Maria (AFI: [ˌblæk məˈɹaɪ.ə]), fu il primo studio cinematografico americano, dove l'operatore William Kennedy Laurie Dickson girò i brevi film per Thomas Edison e il suo Kinetoscopio.
Si trattava di un piccolo palcoscenico di posa, nel quale le pareti interne erano dipinte di nero, per dare uno sfondo omogeneo ai filmati, e la parte superiore e frontale era apribile per poter garantire la massima illuminazione con la luce solare, essendo la pellicola usata (la 35mm di Kodak) ancora poco sensibile. Poteva inoltre essere ruotato alla ricerca della migliore esposizione solare. Il nome deriva dalla sua angustia, che ricordava quella di un furgone della polizia a cavallo (che venivano detti appunto Black Marias). Edison chiamava ironicamente lo studio anche "The Doghouse", la "Casa per cani".

## Storia

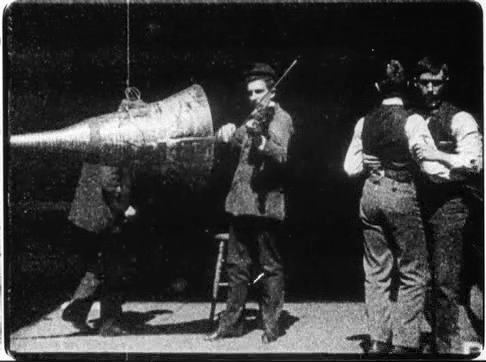
Dickson Experimental Sound Film, 1894, girato in Black Maria

Nel 1893 su un terreno di Edison vicino ai suoi laboratori di West Orange (New Jersey), venne installato lo studios di Black Maria, per girare brevi filmati per il kinetoscopio. Il film più antico, presentato a maggio del 1893 al Brooklyn Institute of Arts and Sciences, vedeva tre attori che agivano come fabbri.
Nel gennaio 1894 venne ripreso Fred Ott's Sneeze, un breve filmato di un uomo che starnutisce in maniera teatrale. Fu il primo film curato da Dickson, che aveva come protagonista il suo assistente Fred Ott, ed il primo ad essere depositato per il copyright. L'uso commerciale del kinetoscopio risale al 14 aprile 1894.
I primi film girati al Black Maria erano essenzialmente scene di prestigiatori, piccole piéce teatrali, spettacoli di vaudeville con ballerine e uomini forzuti, performance del Buffalo Bill's Wild West Show, incontri di boxe o di lotta tra galli. Accanto a questi venivano prodotti anche film di attualità fuori dallo studios, girati in vari luoghi, come le vedute di città (soprattutto New York), strade, treni in passaggio o il lavoro di pompieri. La macchina da ripresa di Edison era molto pesante e ingombrante, per cui i movimenti di camera sono assenti o solo in qualche caso minimi, soprattutto nelle riprese di strade.
Lo studio di Black Maria venne dismesso nel 1901 e demolito nel 1903. Nel 1954 venne costruita una riproduzione in quello che è divenuto l'Edison National Historic Site.